# Ишпеминг (Мичиген)
Ишпеминг (енгл. Ishpeming) град је у америчкој савезној држави Мичиген. По попису становништва из 2010. у њему је живело 6.470 становника.

## Демографија
Према попису становништва из 2010. у граду је живело 6.470 становника, што је 216 (3,2%) становника мање него 2000. године.
| Група             | 2000.         | 2010.         |
| Белци             | 6.471 (96,8%) | 6.174 (95,4%) |
| Афроамериканци    | 4 (0,1%)      | 14 (0,2%)     |
| Азијати           | 13 (0,2%)     | 18 (0,3%)     |
| Хиспаноамериканци | 54 (0,8%)     | 63 (1,0%)     |
| Укупно            | 6.686         | 6.470         |